# La Roue de Sainte-Catherine
 (novembre 2023).
La Roue de Sainte-Catherine (The Catherine Wheel) est un roman policier écrit par la romancière britannique Patricia Wentworth en 1949. Il est paru en France aux éditions Seghers en 1979, dans une traduction de Gilles Berton, avant d'être repris aux éditions 10/18 dans la collection Grands Détectives no 2437 en 1993.

## Résumé
Une affaire d'héritage mène Miss Silver vers la "Roue de Sainte-Catherine", une auberge perchée au bord d'une falaise. Les héritiers accourent aussi, et notre détective doit commencer à enquêter.